# Judas (single)

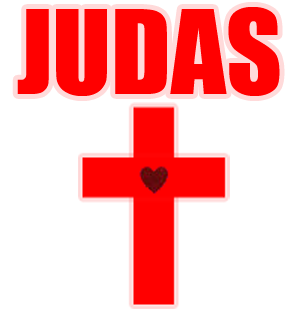

Judas is een nummer van de Amerikaanse popzangeres Lady Gaga. Geproduceerd door RedOne en geschreven en medegeproduceerd door haarzelf, werd het door platenfirma Interscope Records op 15 april 2011 uitgebracht als de tweede single van haar tweede studioalbum Born This Way.

## Muziek en betekenis
Net als het thema in LoveGame, Bad Romance en Alejandro, zoekt de protagonist naar de ware liefde maar valt steeds weer voor de verkeerde, in dit geval Judas. Het nummer Judas is daarin iets donkerder en dramatischer. Daarnaast gaat het over: jezelf en anderen hun fouten vergeven en accepteren dat je niet alleen maar goed kunt zijn.
Vanwege de christelijke metafoor kwam er enige kritiek vanuit katholieke hoek. Ook viel verkeerd dat het nummer rond Pasen uitkwam.

## Videoclip en synopsis
De videoclip is opgenomen in het weekend van 2 en 3 april 2011. De regie van de videoclip was in handen van Laurieann Gibson en Lady Gaga zelf. Gaga vond dat dit het beste en grootste werk is dat ze ooit gedaan heeft. De clip is 3 mei 2011 op VEVO uitgekomen. De eerste week had de clip al meer dan twintig miljoen kijkers.
De clip geeft een eigentijdse weergave van het verraad van Judas Iskariot aan Jezus Christus. De twee krijgen in de clip ruzie om de liefde van Maria Magdalena. Maria Magdalena wordt verscheurd door de keuze tussen een "goede" en een "foute" man, een keuze die ze niet kan maken. De twaalf apostelen worden weergegeven als een groep rauwe motorrijders. Gaga speelt de rol van Maria Magdalena, Norman Reedus neemt de rol van Judas op zich en Rick Gonzalez speelt de rol van Jezus.
De clip begint met de groep motorrijders die over de snelweg rijdt. Maria Magdalena zit achterop bij Jezus (die een doornenkroon draagt) maar ze kijkt heimelijk achterom naar Judas. Als de groep 's avonds aankomt bij de Electric Chapel, wordt er gefeest en gedanst. Jezus zegent zijn volgelingen. Maria wijst Judas af, waarna hij achter de ene na de andere vrouw aangaat en met veel plezier in een vechtpartij terechtkomt. Uiteindelijk komt het tot een botsing tussen Judas en Christus. Maria wordt door Jezus gedwongen om Judas te doden maar dit weigert ze. Er komt slechts lippenstift uit het pistool. Hierna is te zien hoe ze bij de twee ritueel de voeten wast. Wanneer Maria Jezus om vergeving smeekt, giet Judas een blikje bier over haar rug. In een andere scène is te zien hoe ze zich gelaten door een vloedgolf laat overspoelen. Tegen het eind kust Judas Jezus op de wangen. Maria smeekt Jezus om vergiffenis en die krijgt ze ook, maar daarna wordt ze toch gestenigd omdat ze Judas niet heeft vermoord.
In de clip is Gaga opgemaakt met het Oog van Horus. De scène waarbij ze overspoeld wordt, is geïnspireerd op de De Geboorte van Venus.

## Promotie
Gaga zong dit nummer op de opening van het Filmfestival van Cannes alsmede bij de finale van American Idol in 2011. Vanaf het optreden in Mexico werd Judas opgenomen in de setlist van The Monster Ball Tour en de aanstaande The Born This Way Ball Tour. Verder zong ze het liedje tijdens Good Morning America, Ellen DeGeneres, Graham Norton Show, Jimmy Kimmel Live en Saturday Night Live. Ook zong ze Judas op het iHeartMusic Festival. Het nummer werd ook halverwege 'The ArtRAVE: The Artpop Ball' toegevoegd aan de setlist. 'Judas' krijgt een plaats tussen de nummers 'The Edge Of Glory' en 'Aura'.

## Commerciële ontvangst
Het nummer verwierf hoge populariteit na release maar hield dit niet lang vol. Het nummer stond na amper anderhalve dag op de dertiende positie in de Britse UK Singles Chart. In Nederland kwam het nummer binnen op de vijfde positie in de Single Top 100 en op veertien in de Tipparade van de Nederlandse Top 40. In de Vlaamse en Waalse Ultratop kwam het nummer binnen op respectievelijk de dertiende en de negende positie. Opnieuw stond het nummer in diverse landen op de eerste positie in de iTunes Music Store. In de Amerikaanse Billboard Hot 100 debuteerde het nummer op elf maar viel daarna weer weg. Ook in de Nederlandse Top 40 bereikte het nummer na drie weken slechts de vierentwintigste positie waardoor het de slechtst presterende single van de zangeres is (de eerste release van Just Dance die in de Tipparade strandde niet meegerekend).

### Hitnoteringen

#### Nederlandse Top 40
| Hitnotering: 30-04-2011 t/m 21-05-2011 | Hitnotering: 30-04-2011 t/m 21-05-2011 | Hitnotering: 30-04-2011 t/m 21-05-2011 | Hitnotering: 30-04-2011 t/m 21-05-2011 | Hitnotering: 30-04-2011 t/m 21-05-2011 | Hitnotering: 30-04-2011 t/m 21-05-2011 |
| Week:                                  | 1                                      | 2                                      | 3                                      | 4                                      |                                        |
| -------------------------------------- | -------------------------------------- | -------------------------------------- | -------------------------------------- | -------------------------------------- | -------------------------------------- |
| Positie:                               | 26                                     | 25                                     | 24                                     | 34                                     | uit                                    |

#### NederlandseSingle Top 100
| Hitnotering: (Week 1 t/m 8) 23-04-2011 t/m 11-06-2011 Hitnotering: (Week 9) 25-06-2011 | Hitnotering: (Week 1 t/m 8) 23-04-2011 t/m 11-06-2011 Hitnotering: (Week 9) 25-06-2011 | Hitnotering: (Week 1 t/m 8) 23-04-2011 t/m 11-06-2011 Hitnotering: (Week 9) 25-06-2011 | Hitnotering: (Week 1 t/m 8) 23-04-2011 t/m 11-06-2011 Hitnotering: (Week 9) 25-06-2011 | Hitnotering: (Week 1 t/m 8) 23-04-2011 t/m 11-06-2011 Hitnotering: (Week 9) 25-06-2011 | Hitnotering: (Week 1 t/m 8) 23-04-2011 t/m 11-06-2011 Hitnotering: (Week 9) 25-06-2011 | Hitnotering: (Week 1 t/m 8) 23-04-2011 t/m 11-06-2011 Hitnotering: (Week 9) 25-06-2011 | Hitnotering: (Week 1 t/m 8) 23-04-2011 t/m 11-06-2011 Hitnotering: (Week 9) 25-06-2011 | Hitnotering: (Week 1 t/m 8) 23-04-2011 t/m 11-06-2011 Hitnotering: (Week 9) 25-06-2011 | Hitnotering: (Week 1 t/m 8) 23-04-2011 t/m 11-06-2011 Hitnotering: (Week 9) 25-06-2011 | Hitnotering: (Week 1 t/m 8) 23-04-2011 t/m 11-06-2011 Hitnotering: (Week 9) 25-06-2011 | Hitnotering: (Week 1 t/m 8) 23-04-2011 t/m 11-06-2011 Hitnotering: (Week 9) 25-06-2011 |
| Week:                                                                                  | 1                                                                                      | 2                                                                                      | 3                                                                                      | 4                                                                                      | 5                                                                                      | 6                                                                                      | 7                                                                                      | 8                                                                                      |                                                                                        | 9                                                                                      |                                                                                        |
| -------------------------------------------------------------------------------------- | -------------------------------------------------------------------------------------- | -------------------------------------------------------------------------------------- | -------------------------------------------------------------------------------------- | -------------------------------------------------------------------------------------- | -------------------------------------------------------------------------------------- | -------------------------------------------------------------------------------------- | -------------------------------------------------------------------------------------- | -------------------------------------------------------------------------------------- | -------------------------------------------------------------------------------------- | -------------------------------------------------------------------------------------- | -------------------------------------------------------------------------------------- |
| Positie:                                                                               | 5                                                                                      | 25                                                                                     | 42                                                                                     | 40                                                                                     | 41                                                                                     | 39                                                                                     | 43                                                                                     | 71                                                                                     | uit                                                                                    | 99                                                                                     | uit                                                                                    |

#### VlaamseUltratop 50
| Hitnotering: 23-04-2011 t/m 02-07-2011 | Hitnotering: 23-04-2011 t/m 02-07-2011 | Hitnotering: 23-04-2011 t/m 02-07-2011 | Hitnotering: 23-04-2011 t/m 02-07-2011 | Hitnotering: 23-04-2011 t/m 02-07-2011 | Hitnotering: 23-04-2011 t/m 02-07-2011 | Hitnotering: 23-04-2011 t/m 02-07-2011 | Hitnotering: 23-04-2011 t/m 02-07-2011 | Hitnotering: 23-04-2011 t/m 02-07-2011 | Hitnotering: 23-04-2011 t/m 02-07-2011 | Hitnotering: 23-04-2011 t/m 02-07-2011 | Hitnotering: 23-04-2011 t/m 02-07-2011 | Hitnotering: 23-04-2011 t/m 02-07-2011 |
| Week:                                  | 1                                      | 2                                      | 3                                      | 4                                      | 5                                      | 6                                      | 7                                      | 8                                      | 9                                      | 10                                     | 11                                     |                                        |
| -------------------------------------- | -------------------------------------- | -------------------------------------- | -------------------------------------- | -------------------------------------- | -------------------------------------- | -------------------------------------- | -------------------------------------- | -------------------------------------- | -------------------------------------- | -------------------------------------- | -------------------------------------- | -------------------------------------- |
| Positie:                               | 13                                     | 6                                      | 20                                     | 23                                     | 24                                     | 26                                     | 17                                     | 25                                     | 30                                     | 37                                     | 32                                     | uit                                    |